# Можајск
Можајск (рус. Можайск) град је у Русији на западу Московске области. Административни је центар Можајског рејона. Од 2012. године Можајск има статус „Града војне славе“ (рус. Город воинской славы). По попису из 2014. године у Можајску је живело 30.595 становника.
Град се налази на Московском побрђу, у горњем току реке Москве, 4 километра удаљен од Можајског вештачког језера. Од Москве је удаљен 110 километара. Географске кординатре центра града су 55° 30′ N 36° 02′ E / 55.500° С; 36.033° И. Град се протеже у правцу запад-исток у дужини од 5 километара, док је у правцу север-југ широк 6 километара и заузима површину од 17,8 km². Налази се на надморској висини од 227 метара.
Можајск се први пут помиње у летопису из 1231. године и један је од старијих градова у Подмосковљу. Од 1389. године град је подпао под власт Андреја Димитријевича, трећег сина кнеза Велике московске кнежевине — Димитрија Донски. Тада је био центар Можајског књажевства (рус. Можайское княжество). За време владавине Андреја Димитријевича у Можајску се користила сопствена валута, оснивали су се камени храмови и подизани су манастири. У 16. веку Можајск је био један од већих градова у Подмосковљу и у граду се налазило 75 цркава и 16 манастира. У граду се налазила резиденција кнеза Велике московске кнежевине. У то време град је био један од верских центара Московске Русије захваљујући чудотворној икони „Светог Николе Можајског“ на којој је Свети Никола приказан са мачем и црквом у рукама.
Године 1618. у Можајску је одбијен напад Пољско-литванске уније чије су снаге опседале град. Од 1624. до 1626. године у граду је подигнута тврђава (кремљ) по угледу на Московски Кремљ који је постојао до краја 18. века. Током Другог светског рата у граду су се одвијале борбе између војске Совјетског Савеза и Нацистичке Немачке.
У Можајску је 1426. године преминуо свети Терапонт Белојезерски у Лужецком манастиру који је и основао.

## Становништво
| 1939.  | 1959.  | 1970.  | 1979.  | 1989.  | 2002.  | 2010.  |
| ------ | ------ | ------ | ------ | ------ | ------ | ------ |
| 11.752 | 15.697 | 20.321 | 27.121 | 30.735 | 31.459 | 31.363 |